# Carl Daniel Ekman

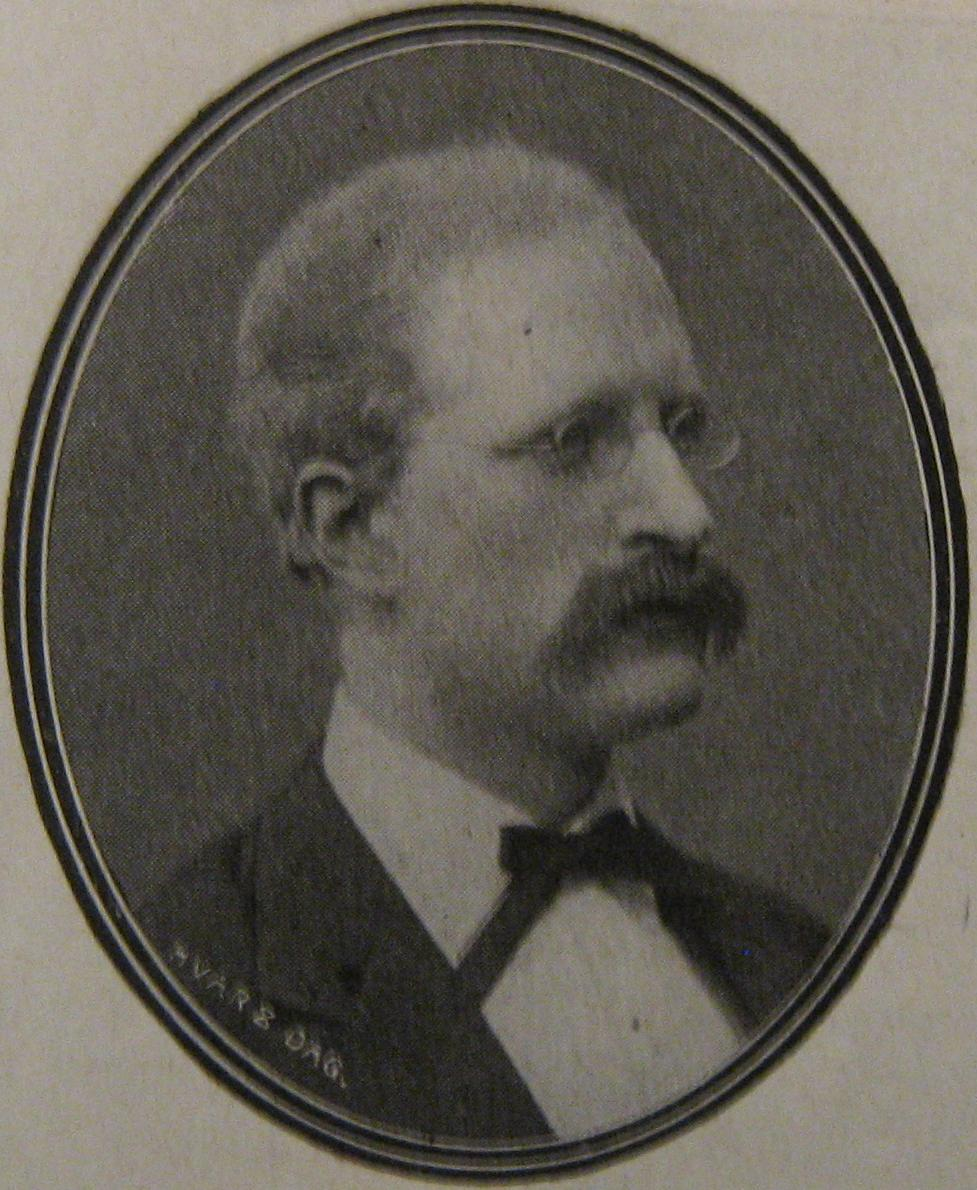
Carl Daniel Ekman

Carl Daniel Ekman (* 17. März 1845 in Kalmar; † 3. November 1904 in Gravesend, Kent) war ein schwedischer Chemieingenieur, der das Sulfitverfahren zur Cellulose-Gewinnung aus Holz als Erster erfolgreich industriell umsetzte.
Ekman, Sohn eines Arztes und jüngstes von 14 Geschwistern, absolvierte eine Apothekerausbildung und studierte an der Königlich Technischen Hochschule Stockholm (damals Polytechnikum) von 1865 bis 1868. Er hatte sehr gute Abschlussnoten und verdiente damals schon Geld mit einem von ihm erfundenen Petroleum-Kocher bzw. Ofen. Danach arbeitete er zunächst bei einem Weinhersteller und dann in der Papiermühle von Bergvik. Hier entwickelte er 1872 das Sulfitverfahren, indem er Holzschliff unter Druck mit Magnesiumbisulfit kochte. 1874 setzte er es industriell in Bergvik um. Dabei arbeitete er mit dem Engländer George Fry zusammen, der eine Papiermühle in Ilford hatte. Das Verfahren war auch schon vorher in den USA von Benjamin Chew Tilghman erfunden worden (dem es aber nicht gelang es industriell umzusetzen), und von Alexander Mitscherlich und Karl Kellner. 1879 ging er nach England und gründete 1879 und  1886 eine Papiermühle in Northfleet (Ekman Pulp and Paper Company) an der Mündung der Themse. In England arbeitete er mit T. M. Weguelin.  Als beratender Ingenieur war er auch an der Gründung weiterer Papiermühlen nach seinem Verfahren beteiligt (Lachendorf, Celle, Dieppe, Rumsford auf Rhode Island, St. Petersburg, Korfu, Italien). 1881 erhielt er ein britisches und 1882 ein US-Patent. Er infizierte sich in Französisch-Guyana mit Malaria, da er weite Reisen unternahm auf der Suche nach Papier-Rohstoffen. Nachdem er zuletzt auch noch an Typhus erkrankte, was seine Gesundheit weiter ruinierte, und einen Prozess um die Umweltverschmutzung seiner Papierfabrik verlor (ein Kalksteinbergwerk prozessierte, da Schwefelsäure aus seiner Fabrik den Stein angriff) starb er verarmt in Gravesend.
Seine Erfindung machte es möglich, qualitativ gutes (nicht durch das säureanfällige Lignin vergilbendes) Papier aus Holz herzustellen, das zuvor meist aus Lumpen gefertigt wurde. Er experimentierte auch mit Kunstseide aus Cellulose, was aber erst von Anderen zu industrieller Reife entwickelt wurde (siehe Viskose, Cupro). 1897 erhielt er auf einer Industrieausstellung in Stockholm eine Goldmedaille.
Er heiratete 1888 Rosina Noble, mit der er drei Söhne hatte, und wohnte in Gravesend nahe seinen Fabriken.